# A Corte do Norte (filme)
A Corte do Norte é um filme português realizado por João Botelho, baseado no romance homónimo de Agustina Bessa-Luís.
 O projeto de adaptação do romance histórico com o mesmo nome de Agustina Bessa-Luís foi proposto inicialmente pelo realizador José Álvaro Morais, que morreu em 2004. Em memória deste, João Botelho concordou em realizar o filme.

## Elenco
- Ana Moreira - Sissi / Rosalina / Emília de Sousa / Águeda / Rosamunde
- Ricardo Aibéo - João Sanha
- Rogério Samora - João de Barros
- Custódia Gallego - Leopoldina (com quarenta e sete anos)
- Lígia Roque - Margô
- Laura Soveral - D. Matilde
- João Ricardo - Gaspar de Barros
- Marcello Urgeghe - Tristão
- Margarida Vila-Nova - Leopoldina (com vinte e seis anos)
- António Pedro Cerdeira - Lopo
- Diana Costa e Silva - Alice (com trinta anos)
- Filipe Vargas - Emídio
- Graciano Dias - Francisco
- Maria João Pinho - Olímpia
- Maya Booth - Dozy